# 沃夫兰
沃夫兰（法語：Vauffelin，法語發音：[voflɛ̃]）是瑞士伯恩州的一个旧市镇，位於該國中西部，面積5.96平方公里，海拔高度707米，2011年人口427，一半人口信奉基督教，人口密度每平方公里72人。2014年1月1日，沃夫兰与市镇普拉涅合并为新市镇索日。

## 外部連結
- Official website of the municipality of Vauffelin （页面存档备份，存于）